# غوران نيلسون (كاتب)
غورَان نيلسون (بالسويدية: Göran Nilsson)‏ هو كاتب سيناريو ومنتج أفلام ومصور سينمائي ومونتير ومخرج سويدي، ولد في 16 يوليو 1946 في ستوكهولم في السويد، وتوفي في 30 ديسمبر 2012.

## وصلات خارجية
- غورَان نيلسون على موقع IMDb (الإنجليزية)
- غورَان نيلسون على موقع ألو سيني (الفرنسية)
- غورَان نيلسون على موقع أول موفي (الإنجليزية)
- غورَان نيلسون على موقع قاعدة بيانات الأفلام السويدية (السويدية)
- غورَان نيلسون على موقع قاعدة بيانات الفيلم (الإنجليزية)
- غورَان نيلسون على موقع كينوبويسك (الروسية)